# アトス (企業)
アトス (仏: Atos S.A.) は、世界50カ国以上でクラウドやビッグデータ等のITサービスを提供している多国籍企業。フランスに本社を持つITコンサルティング企業としてはキャップジェミニに次ぐ第2位、ヨーロッパでは3番目の規模を持つITサービス企業である。ユーロネクスト・パリ上場企業（Euronext: ATO ）。子会社としてドイツに本拠を置く通信サービス企業のUnifyなどがある。日本法人はアトス株式会社であり、東京（港区虎ノ門）にオフィスを持つ。

## 概要
アトスは2000年、フランスのアトスとオランダのオリジン (Origin B.V.) が合併してアトス・オリジンとして設立された。2002年KPMGコンサルティングのオランダ事業を買収した。同年から国際オリンピック委員会 (IOC) ワールドワイドパートナーに参加している。2004年アトスはシュルンベルジェセマを買収した。2008年ティエリー・ブルトンを会長に迎えた。それまではヴィヴェンディテレコムのフィリップ (Philippe Germond) が務めていた。2011年7月、シーメンスからITコンサルティング部門を買収、同月オリジンの法人が消滅し、アトスが企業名となった。決済事業についてはAtos Worldlineの名称で運営していたが、2014年6月にワールドラインとしてスピンオフした。2014年5月、コンピュータ企業のBullを買収し統合、2015年6月、ゼロックスからITアウトソーシング事業を買収、2018年7月、アメリカン・エキスプレスなどを顧客に持つアメリカ・ミシガン州の同業シンテル（Syntel Inc.）の買収で合意した。

## 沿革
アトスの起源は、1926年に設立されたセゴス (Cegos) である。当時フランス経団連の労働科学機構 (CGOST) であった。20世紀前半の間に法人化され、1958年に世紀末まで活躍する強力な指導者を得た (Octave Gélinier) 。セゴスは彼のグローバル人脈によりITコンサルティング企業として急成長した（1962年にIT専門子会社を設置）。1970年にクレディ・リヨネ（現クレディ・アグリコル）がデータセンターとしてスリガ (Sliga) を設置、1972年にセゴスのIT専門子会社がスリガと合併した（スリゴス; Sligos）。翌1973年、この新会社はフランス版デビットカード (Carte Bleue) のオペレーションシステムを開発した功績を銀行業界から称えられた。開発熱がいくつかの会社を誕生させ（ドイツ・イタリア・スペイン資本）、やがてそれらが1991年に統合した（Axime; 1993年パリ証券取引所二部に上場）。1996年、それがスリゴスと合併することが決まり、翌1997年アトスとなった。
アクチュアリーの草分け的存在ヨハン・デ・ウィットが無総督時代を支えたオランダは、現在のベルギーにあたる地域が勢いを取り戻すまでフィンテックの最高峰であった。1976年、オランダのエンジニア (Eckart Wintzen) がBSOという会社を設立した。1991年に彼の古巣フィリップスがC&Pという子会社をつくった。5年後にBSOとC&Pは合併してオリジンとなった。